# Згорњи Боч
Згорњи Боч (словен. Zgornji Boč) је насељено место у општини Селница об Драви, Подравска регија, Словенија.

## Историја
До територијалне реорганизације у Словенији био је у саставу старе општине Руше.

## Становништво
У попису становништва из 2011. године, Згорњи Боч је имао 261 становника.
| Број становника према пописима | Број становника према пописима | Број становника према пописима |
| ------------------------------ | ------------------------------ | ------------------------------ |
| 1991                           | 2002                           | 2011                           |
| 285                            | 239                            | 261                            |

Напомена: Године 1994. смањен за део насеља који је заједно са издвојеним деловима из насеља Градишче на Козјаку, Велики Боч и Вурмат спојен у ново самостално насеље Свети Дух на Острем врху.